# Bassin de la Semois de Etalle à Tintigny
Bassin de la Semois de Etalle à Tintigny este o arie protejată (arie specială de conservare — SAC, sit de importanță comunitară — SCI, arie de protecție specială avifaunistică — SPA) din Belgia întinsă pe o suprafață de 2.170,02 ha, integral pe uscat.

## Localizare
Centrul sitului Bassin de la Semois de Etalle à Tintigny este situat la coordonatele 49°41′30″N 5°33′56″E / 49.691767°N 5.565684°E.

## Înființare
Situl Bassin de la Semois de Etalle à Tintigny a fost declarat arie de protecție specială avifaunistică în decembrie 2016 pentru a proteja 1 specie de plante și 34 de specii de animale. Alte tipuri de protecție:
- sit de importanță comunitară (în ianuarie 2004)
- arie specială de conservare (în decembrie 2016)[1][3][4]

## Biodiversitate
Situată în ecoregiunea continentală, aria protejată conține 13 habitate naturale: Ape stătătoare oligotrofe până la mezotrofe, cu vegetație de Littorelletea uniflorae și/sau de Isoëto-Nanojuncetea, Lacuri eutrofice naturale cu vegetație de tip Magnopotamion sau Hydrocharition, Cursuri de apă de la nivel de câmpie la nivel montan, cu vegetație Ranunculion fluitantis și Callitricho-Batrachion, Pajiști cu Molinia pe soluri calcaroase, turboase sau argilos-nămoloase (Molinion caeruleae), Liziere de ierburi înalte hidrofile de câmpie și de nivel montan până la alpin, Fânețe de joasă altitudine (Alopecurus pratensis, Sanguisorba officinalis), Mlaștini turboase de tranziție și turbării mișcătoare, Izvoare petrifiante cu formare de travertin (Cratoneurion), Mlaștini alcaline, Păduri de fag Luzulo-Fagetum, Păduri de fag Asperulo-Fagetum, Păduri de stejar sau de stejar și carpen sub-atlantice și medio-europene de Carpinion betuli, Păduri aluvionare cu Alnus glutinosa și Fraxinus excelsior (Alno-Padion, Alnion incanae, Salicion albae).
La baza desemnării sitului se află mai multe specii protejate:
- plante (1): Luronium natans
- păsări (20): lăcar-de-rogoz (Acrocephalus schoenobaenus), pescăruș albastru (Alcedo atthis), rață pitică (Anas crecca), rață cârâitoare (Anas querquedula), barză albă (Ciconia ciconia), barză neagră (Ciconia nigra), erete vânăt (Circus cyaneus), cristeiul de câmp (Crex crex), ciocănitoarea de stejar (Dendrocopos medius), ciocănitoare neagră (Dryocopus martius), egretă albă (Egretta alba), becațină comună (Gallinago gallinago), sfrâncioc roșiatic (Lanius collurio), sfrâncioc mare (Lanius excubitor), becațină mică (Lymnocryptes minimus), gaia neagră (Milvus migrans), gaia roșie (Milvus milvus), vultur pescar (Pandion haliaetus), viespar (Pernis apivorus), lăstun de mal (Riparia riparia)
- amfibieni (1): triton cu creastă (Triturus cristatus)
- mamifere (5): castor (Castor fiber), liliac cu urechi mari (Myotis bechsteinii), liliac cărămiziu (Myotis emarginatus), liliac comun (Myotis myotis), liliacul mare cu potcoavă (Rhinolophus ferrumequinum)
- nevertebrate (5): Coenagrion mercuriale, fluturele purpuriu (Lycaena dispar), Lycaena helle, Unio crassus, Vertigo moulinsiana
- pești (3): racul-de-râu (Astacus astacus), zglăvoacă (Cottus gobio), cicar (Lampetra planeri)

Pe lângă speciile protejate, pe teritoriul sitului au mai fost identificate 25 de specii de plante, 6 specii de amfibieni, 11 specii de mamifere, 18 specii de nevertebrate, 1 specie de reptile.